# إرنست هيغا
إرنست هيغا (بالإنجليزية: Ernest Higa)‏ هو رائد أعمال أمريكي، ولد في 1952.